# Haemagogus tropicalis
Haemagogus tropicalis is een muggensoort uit de familie van de steekmuggen (Culicidae). De wetenschappelijke naam van de soort is voor het eerst geldig gepubliceerd in 1938 door Cerqueira & Antunes.